# المغرب في الألعاب الأولمبية الشتوية 1988
شارك المغرب في دورة الألعاب الأولمبية الشتوية 1988 التي أُقيمت في مدينة كالغاري الكندية، بين 13 و 28 فبراير 1988.